# Bernard von NotHaus
Bernard von NotHaus est un américain, architecte du Liberty Dollar.
En 2008 il a créé la Free Marijuana Church of Honolulu.
En 2009, il est poursuivi par le gouvernement américain, il se rend immédiatement en juin 2009. Le procès a lieu en 2010 et le juge lui a interdit de poursuivre l'activité des Liberty Dollars jusque-là. Le procureur des U.S. Ed Ryan: (en) "When groups seek to undermine the U.S. currency system, the government is compelled to act. These coins are not government-produced coinage, yet purchasers were led to believe by those who made and sold them that they should be spent like U.S. Federal Reserve Notes."